# Jehoriwka (obwód doniecki)
Jehoriwka (ukr. Єгорівка) – wieś na Ukrainie, w obwodzie donieckim, w rejonie wołnowaskim. W 2001 liczyła 961 mieszkańców.